# Richia cofrensis
Richia cofrensis là một loài bướm đêm trong họ Noctuidae.